# Leistus miroslavae
Leistus miroslavae is een keversoort uit de familie van de loopkevers (Carabidae). De wetenschappelijke naam van de soort is voor het eerst geldig gepubliceerd in 1998 door Farkac & Sciaky.